# クリスティアン・ヴィクター・オブ・シュレスウィグ＝ホルスタイン
クリスティアン・ヴィクター・アルバート・ルイス・アーネスト・アンソニー・オブ・シュレスウィグ＝ホルスタイン（Christian Victor Albert Louis Ernest Anthony of Schleswig-Holstein, 1867年4月14日 - 1900年10月29日）は、シュレースヴィヒ＝ホルシュタイン＝ゾンダーブルク＝アウグステンブルク家の公子で、イギリス王室の一員。
ドイツ語名はクリスティアン・ヴィクトル・フォン・シュレースヴィヒ＝ホルシュタイン＝ゾンダーブルク＝アウグステンブルク（Christian Victor von Schleswig-Holstein-Sonderburg-Augustenburg）。

## 生涯

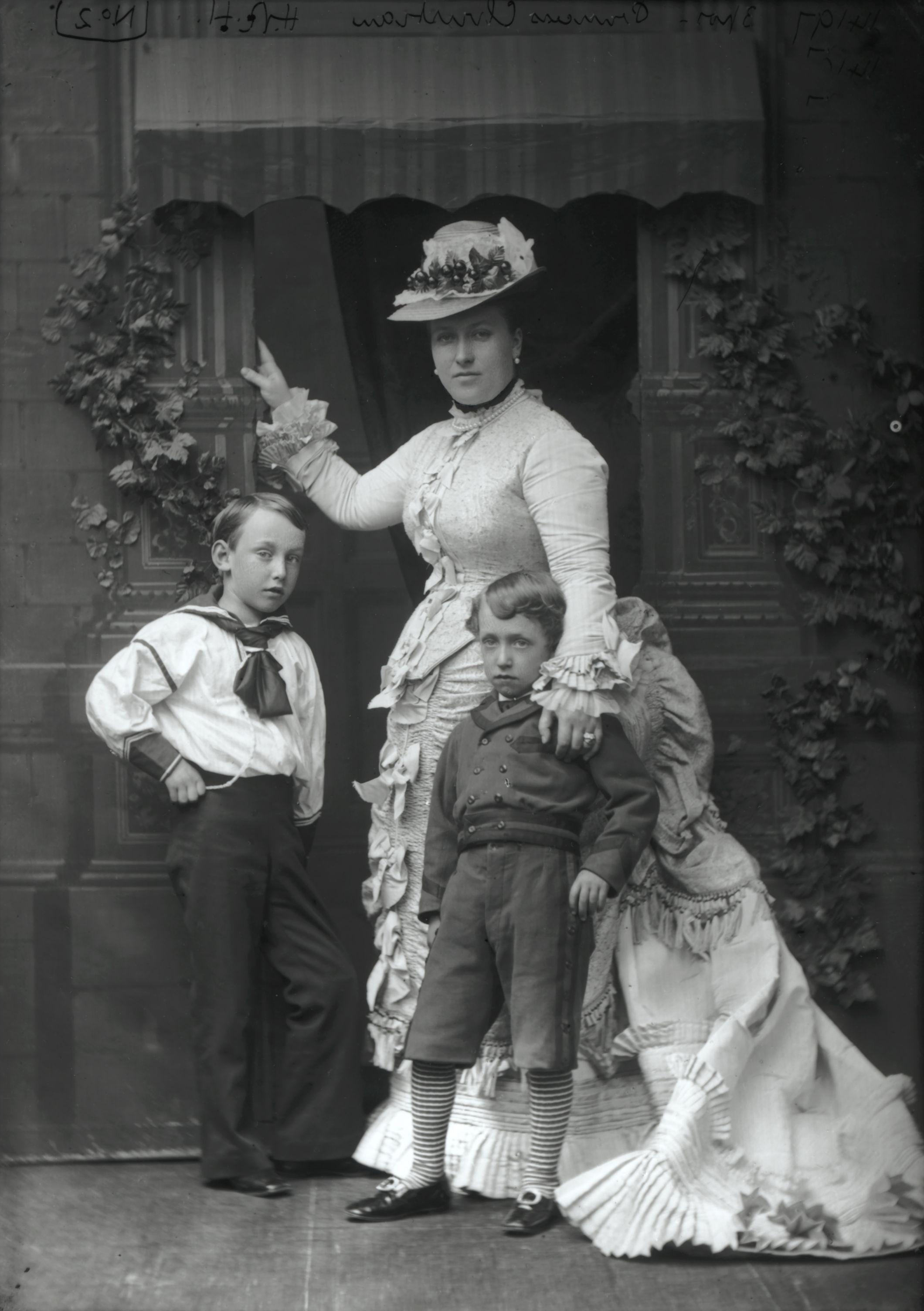
幼少期のクリスティアン・ヴィクターと母ヘレナ、弟アルバート

イギリスのヴィクトリア女王の三女ヘレナ王女と、その夫のアウグステンブルク公子クリスティアンの長男として、ウィンザー城で生まれた。両親はイギリスに居住し、王室所有の城館カンバーランド・ロッジ（Cumberland Lodge）で暮らしており、クリスティアンらその子供たちもイギリス王室の一員と見なされていた。1866年の開封勅許状によれば、クリスティアンの姓名は「クリスティアン・ヴィクター・オブ・シュレスウィグ＝ホルスタイン（His Highness Prince Christian Victor of Schleswig-Holstein）」だった。
家族から「クリストル」の愛称で呼ばれていたクリスティアンは、イギリス王室の中では初めて家庭教師に付かず学校教育を受けた人物だった。祖母のヴィクトリア女王は亡き夫アルバート公が設立を大いに援助したバークシャーのウェリントン校にクリスティアンが入学すると、非常に喜んだ。クリスティアンはウェリントン校を出るとオックスフォード大学のマグダレン・カレッジ（Magdalen College）、次いでサンドハースト王立陸軍士官学校に進んだ。
クリケットの名手であり、ウェリントン校からサンドハーストまでずっとクリケット・チームのキャプテンを務めていた。歴代のイギリス王室の中でも本格的なクリケット選手であり、イギリス王室出身としては史上初のファースト・クラスのクリケット選手となった。また、19世紀の世界最高のクリケット選手と呼ばれるW・G・グレースとの対戦経験もある。
クリスティアンは1880年に第60狙撃兵部隊に入隊し、後に第4狙撃兵軍団（King's Royal Rifle Corps）に移った。クリスティアンは1891年にパキスタンのハザラ（Hazara）地方に、1895年にはアフリカのアシャンティ王国、1898年にナイル地方に赴任している。1898年にはホレイショ・キッチナー元帥の指揮下でオムダーマンの戦いに参加している。またアシャンティ王国によるガーナ遠征にも加わった。そして1900年に第2次ボーア戦争に参加し、プレトリアに滞在していたとき、腸チフスに罹って急死し、プレトリアに埋葬された。